# St. Peter und Paul (Schalbruch)

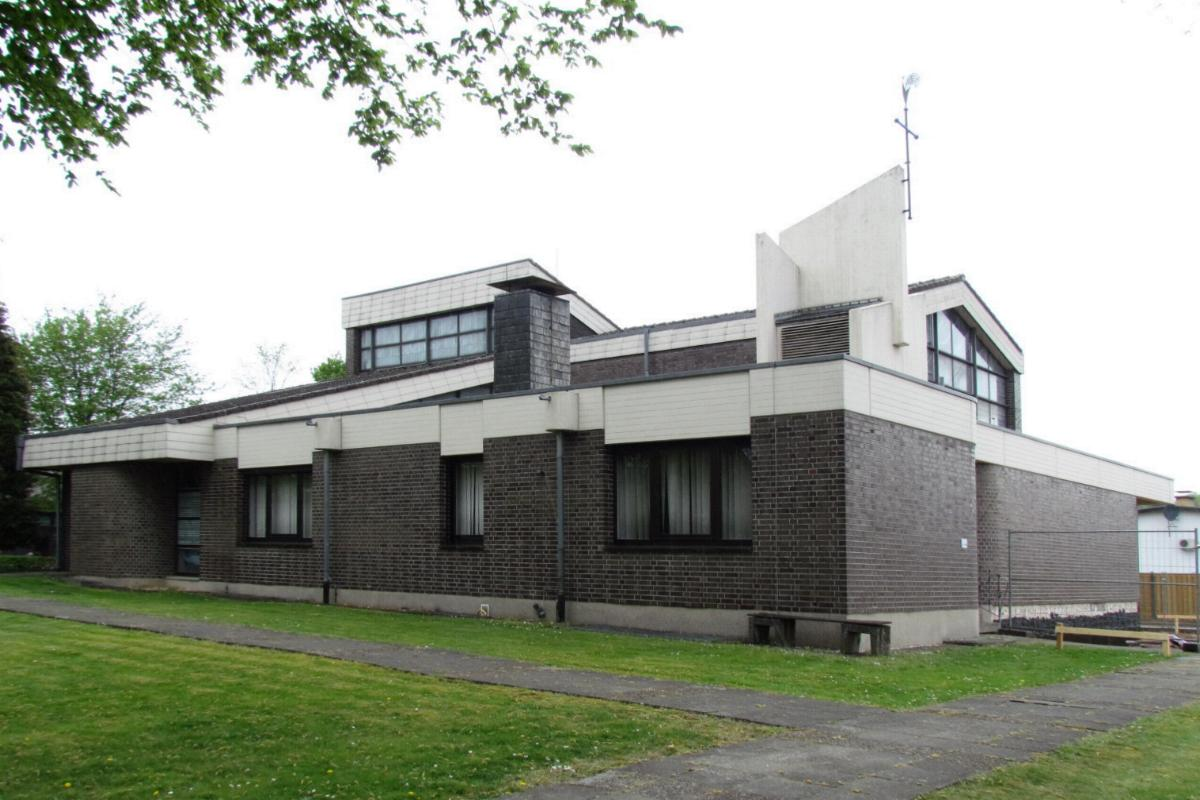
St. Peter und Paul in Schalbruch

St. Peter und Paul ist eine römisch-katholische Filialkirche in Schalbruch, einem Ortsteil der Gemeinde Selfkant im Kreis Heinsberg in Nordrhein-Westfalen. Sie wurde 1974 bis 1976 nach Plänen von Matthias Kleuters errichtet. Die Kirche gehört zur Pfarre St. Gertrud Havert und steht unter dem Patronat der heiligen Apostel Petrus und Paulus. 

## Geschichte
St. Peter und Paul ist die jüngste Kirche in der Gemeinde Selfkant. Nach dem Zweiten Weltkrieg nahm die Bevölkerungszahl von Schalbruch derart zu, dass die 1861/1862 erbaute Barbarakapelle, die bisher für Gottesdienste genutzt wurde, deutlich zu klein war. Eine Erweiterung kam aufgrund des beengten Grundstückes nicht in Frage. Daher wurde ein Neubau an anderer Stelle beschlossen. Für die Planung der neuen Kirche wurde der Aachener Architekt Matthias Kleuters beauftragt. Baubeginn war 1974 und nach zweijähriger Bauzeit war das neue Gotteshaus fertiggestellt. Der erste Gottesdienst mit Benediktion fand am 1. Mai 1976 statt.

## Baubeschreibung
St. Peter und Paul ist ein Bau der Moderne aus Ziegelsteinen und Beton. Das Hauptschiff hat 120 Sitzplätze und im rechten Winkel dazu ist eine Werktagskapelle angebaut. Das Satteldach ist von innen sichtbar. 